# شبرا
شبرا نام شهر و شهرستانی در استان قاهره مصر است.

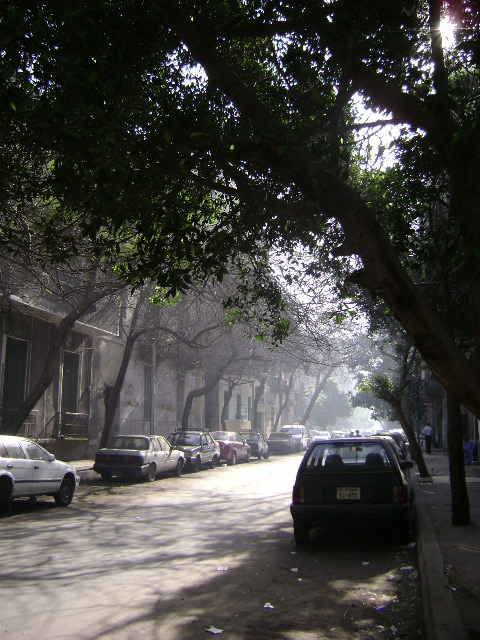
شبرا